# Divizia SS Totenkopf

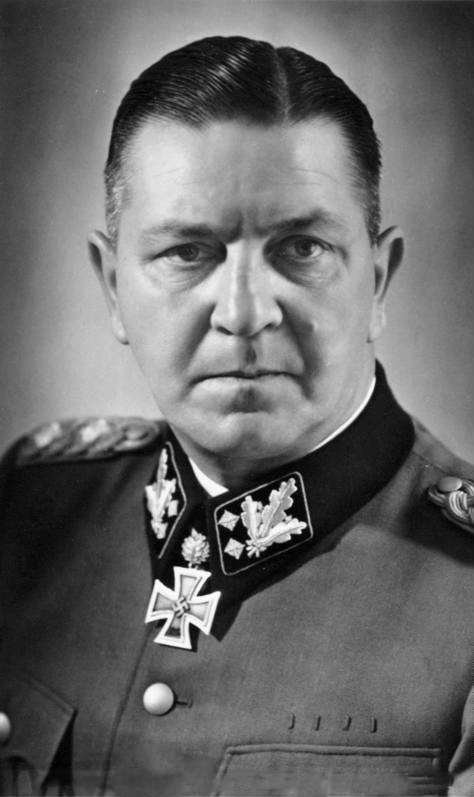
Theodor Eicke

Divizia SS Totenkopf (în limba germană: 3. SS-Panzer-Division Totenkopf) a fost o unitate militara germană în timpul celui de-al Doilea Război Mondial, dintre cele 38 de divizii ale Waffen SS.

## Operațiunile militare la care a participat divizia
- 1940: Bătălia Franței
- 1941-1942: Operațiunea Barbarossa
  - Asediul Leningradului
  - Punga de la Demiansk (ian-oct)
- 1943: Rusia
  - Bătălia de la Kursk
  - Bătălia de la Harkov
- 1944: România
  - Bătălia de la Târgu Frumos
- 1945: Ungaria și Austria
  - Operațiunile de la Lacul Balaton
  - Distrugerea diviziei la Viena